# Horst Weigelt (Theologe)
Horst Weigelt (* 1934 in Liegnitz; † August 2024) war ein deutscher evangelischer Theologe. Er war von 1975 bis 2002 Professor für Historische und Systematische Theologie an der Otto-Friedrich-Universität Bamberg und Lehrbeauftragter für Bayerische Kirchengeschichte an der Friedrich-Alexander-Universität Erlangen-Nürnberg.

## Leben
Nach dem Besuch der Oberrealschule mit Gymnasium in Rothenburg ob der Tauber (jetzt Reichsstadt-Gymnasium) und dem Studium der evangelischen Theologie an der Friedrich-Alexander-Universität Erlangen und an der Eberhard Karls Universität Tübingen legte Horst Weigelt 1958 das Erste und 1960 das Zweite Theologische Examen ab. 1961 wurde er an der Universität Erlangen mit einer Dissertation über den Spätpietismus (Johann August Urlsperger, ein Theologe zwischen Pietismus und Aufklärung) zum Dr. theol. promoviert. 1969 habilitierte er sich dort für das Fach Kirchengeschichte (Historische Theologie) mit einer Arbeit über den mystischen Spiritualismus im 16. Jahrhundert (Caspar Schwenckfeld von Ossig und das Schwenckfeldertum).
Seit 1969 war Weigelt Privatdozent und seit 1974 Universitätsdozent an der Theologischen Fakultät der Friedrich-Alexander-Universität Erlangen-Nürnberg. 1975 wurde er als ordentlicher Professor an die Otto-Friedrich-Universität Bamberg berufen und übernahm hier den Lehrstuhl für Historische und Systematische Theologie; seitdem war er auch Lehrbeauftragter für Bayerische Kirchengeschichte an der Friedrich-Alexander-Universität Erlangen-Nürnberg. 2002 wurde er emeritiert.
Weigelt war Autor und Herausgeber zahlreicher kirchen- und theologiegeschichtlicher Publikationen, vor allem über die Frühe Neuzeit, den Pietismus und die Aufklärung sowie über das 19. Jahrhundert. Er war Mitglied mehrerer Institutionen bzw. Gremien, unter anderem der Wissenschaftlichen Gesellschaft für Theologie, der Historischen Kommission zur Erforschung des Pietismus, des Vereins für bayerische Kirchengeschichte und des Herausgeberkreises der historisch-kritischen Edition der Werke Johann Caspar Lavaters.
Horst Weigelt war mit Eva Elisabeth Begrich (gest. 2011) verheiratet; aus der Ehe gingen zwei Kinder hervor. Seit 2016 war er mit Irene Schleissing-Weigelt verheiratet. Er lebte seit seiner Emeritierung in München.

## Veröffentlichungen (Auswahl)
Als Autor
- Erweckungsbewegung und konfessionelles Luthertum im 19. Jahrhundert. Untersucht an Karl von Raumer. Stuttgart 1968 (AzTh II, 10)
- Sebastian Franck und die lutherische Reformation. Gütersloh 1972 (SVRG 77/186)
- Spiritualistische Tradition im Protestantismus. Die Geschichte des Schwenckfeldertums in Schlesien. Berlin 1973 (AKG 43)
- Die Beziehungen zwischen Ludwig Friedrich zu Castell-Remlingen und Zinzendorf sowie ihr Briefwechsel. Ein Beitrag zur Geschichte des Herrnhuter Pietismus in Franken. Neustadt a.d. Aisch 1984 (EKGB 59)
- The Schwenkfelders in Silesia. Transl. by Peter C. Erb. Pennsburg, PA 1985
- Lavater und die Stillen im Lande – Distanz und Nähe. Die Beziehungen Lavaters zu Frömmigkeitsbewegungen im 18. Jahrhundert. Göttingen 1988. (AGP 25)
- Johann Kaspar Lavater. Leben, Werk und Wirkung. Göttingen 1991 (KVR 1556)
- Von Schwenckfeld bis Löhe. Aspekte aus der Geschichte evangelischer Theologie und Frömmigkeit in Bayern. Gesammelte Aufsätze von Horst Weigelt. Herausgegeben zu seinem 65. Geburtstag von Wolfgang Layh, Ulrich Löffler und Hans-Martin Weiss. Neustadt a.d. Aisch 1999. (EKGB 73)
- Geschichte des Pietismus in Bayern. Anfänge, Entwicklung, Bedeutung. Göttingen 2001 (AGP 40)
- Von Schlesien nach Amerika. Die Geschichte des Schwenckfeldertums. Köln 2007 (Neue Forschungen zur Schlesischen Geschichte 14)
- Migration and Faith. The Migration of the Schwenkfelders from Germany to America – Risks and Opportunities. Göttingen 2017 (FKDG 110)
- Universale Heilshoffnungen im Christentum. Apokatastasisideen in Theologie und Kirche, Literatur und Musik. Göttingen 2021

Ein Verzeichnis aller Veröffentlichungen von Horst Weigelt findet sich in der Universitätsbibliographie Bamberg.
Als Herausgeber und Mitherausgeber
- Zeitschrift für Bayerische Kirchengeschichte (ZBKG), von Jg. 48 (1979) bis Jg. 66 (1997)
- Quellenbuch zur Geschichte der Evangelischen Kirche in Schlesien. Oldenburg 1992 (Schriften des Bundesinstitut für Ostdeutsche Kultur und Geschichte 1)
- Johann Kaspar Lavater. Reisetagebücher. Teil 1. Tagebuch von der Studien- und Bildungsreise nach Deutschland 1763 und 1764. Göttingen 1997 (TGP 8, 3)
- Johann Kaspar Lavater. Reisetagebücher. Teil 2. Reisetagebuch nach Süddeutschland 1778, Reisetagebuch in die Westschweiz 1785, Brieftagebuch von der Reise nach Kopenhagen 1793. Göttingen 1997 (TGP 8, 4)
- Handbuch der Geschichte der Evangelischen Kirche in Bayern. Bd. 2. 1800–2000. St. Ottilien 2000
- Johann Caspar Lavater. Ausgewählte Werke. Ergänzungsbd. Bibliographie der Werke Lavaters. Verzeichnis der zu seinen Lebzeiten im Druck erschienenen Schriften. Zürich 2001
- Handbuch der Geschichte der Evangelischen Kirche in Bayern. Bd. 1. Von den Anfängen des Christentums bis zum Ende des 18. Jahrhunderts. St. Ottilien 2002